# Tańcząca Wenus
Tańcząca Wenus (ang. Dancing Lady) – amerykański film muzyczny z 1933 roku w reżyserii Roberta Z. Leonarda. Ekranizacja powieści Jamesa Warnera Bellaha. Główne role zagrali Joan Crawford i Clark Gable.
Tańcząca Wenus jest oficjalnym filmowym debiutem Freda Astaire'a.

## Obsada
- Joan Crawford – Janie "Księżna" Barlow
- Clark Gable – Patch Gallagher
- Franchot Tone – Tod Newton
- May Robson – Dolly Todhunter, babcia Toda
- Winnie Lightner – Rosette Henrietta LaRue
- Fred Astaire – on sam